# Juan Ramón Rojas
Juan Ramón Rojas (Buenos Aires, Virreinato del Río de la Plata, mayo de 1784 - Río de la Plata, septiembre de 1824) fue un militar argentino de destacada participación en la guerra de Independencia de la Argentina. Era hermano de los coroneles Manuel Patricio Rojas y Fernando Rojas, y del teniente coronel José María Rojas.

## Biografía
Se destacó como alumno avanzado en el Real Colegio de San Carlos de su ciudad natal, pero abandonó los estudios en ocasión de las Invasiones Inglesas, en 1806, cuando se incorporó a las milicias locales para luchar contra las mismas. Publicó un poema épico sobre la lucha contra los invasores, en que abusaba de las menciones a la mitología griega.
Al estallar la Revolución de Mayo, estaba radicado en Montevideo, donde secundó al coronel Prudencio Murguiondo en su motín para unir las fuerzas militares de esa ciudad a la lealtad a la Primera Junta. Derrotado el intento, huyó de la ciudad y regresó a Buenos Aires.
Su hermano José María participó como capitán de artillería en la primera expedición auxiliadora al Alto Perú, luchando en la batalla de Suipacha y en la de Huaqui; fue acusado de deserción después de ésta, y permaneció preso por meses. En muchas fuentes, este hecho fue publicado con el nombre erróneo de Juan Ramón Rojas.
Participó en el sitio de Montevideo en 1811 y publicó un poema sobre el mismo. De regreso a Buenos Aires, prestó servicios con dos de sus hermanos en la fábrica de cañones, como ayudante del coronel Ángel Monasterio. Publicó varias notas en la prensa, como una apología de Mariano Moreno y una especie de lamento en verso por las provincias oprimidas por los realistas. Fue secretario de Manuel de Sarratea mientras éste participó en el sitio de Montevideo y peleó en la batalla de Cerrito.
Fue incorporado al Regimiento de Granaderos a Caballo y —como jefe de parte de dos escuadrones del mismo— fue enviado al norte, a unirse al Ejército del Norte. Allí participó en la defensa del general José Rondeau, junto con otros oficiales que se negaron a reconocer la autoridad del general Alvear, enviado para reemplazarlo. Fue uno de los derrotados en la batalla de Puesto del Marqués y pasó algunas semanas prisionero. Después hizo la tercera expedición auxiliadora al Alto Perú y participó en el desastre de Sipe Sipe, en que sus fuerzas se destacaron por su constancia a pesar de la derrota.
De regreso, medió entre Rondeau y el gobernador de la provincia de Salta, Güemes cuando el Director Supremo pretendió reemplazar al caudillo y arrestarlo, culpándolo de la derrota; ajustó con la hermana del caudillo los términos del acuerdo de Cerrillos. Al asumir el mando del Ejército Manuel Belgrano, lo consideró demasiado interesado en actividades políticas y lo envió de regreso a Buenos Aires.
Fue miembro del tribunal militar, y publicó un canto a la victoria de Chacabuco. Fue uno de los fundadores de la Sociedad de Buen Gusto en el Teatro, que promocionaba la difusión de la cultura literaria; redactó el reglamento de la sociedad. Fue ascendido al grado de coronel en 1818, e incorporado al estado mayor general del ejército.
Durante la Anarquía del Año XX se unió al grupo de oficiales que intentaron imponer a Alvear como gobernador. Derrotado, fue condenado a destierro, y protestó desde Santa Fe por esa medida, que según él condenaba más la derrota que la subversión. Se unió a la división de Alvear del ejército de Estanislao López en su invasión a Buenos Aires y combatió en la batalla de Cañada de la Cruz y asalto de San Nicolás. Al caer esta ciudad fue tomado prisionero y al año siguiente fue dado de baja.
Se dedicó a los negocios, entre los cuales figura la edición de sus escritos poéticos, con el nombre de "Poesías patrias".
Falleció ahogado en un naufragio en el Río de la Plata, en septiembre de 1824, cuando se dirigía a Montevideo.